# 여강군 (강북)
여강군(廬江郡)은 중국의 옛 군이다.

## 전한
기원전 121년, 구 회남나라·강도나라의 관할을 받던 행정구역이 재편되면서 형산군과 구강군의 일부 영역을 떼어내 신설했다. 이름은 이전에 양쯔 강 이남에 존재한, 여강수를 끼고 있는 여강군에서 비롯했다(여강수는 구 여강군의 폐지 이후 단양군의 영역에 있었다). 양주자사부에 속했다. 원시 2년(2년)의 인구조사에 따르면 12만 4383호, 45만 7333명이 있었다. 누선관(樓船官)이 있었다. 아래의 속현 목록은 한서 지리지를 따른 것으로 원연 · 수화 지간(기원전 8년)의 현황으로 여겨지며, 일반적으로 첫 현이 군의 치소이다. 대략 현대의 안칭시와 루안시 남부 지역에 해당한다.
| 현명     | 한자     | 대략적 위치                           | 비고 |
| -------- | -------- | ------------------------------------- | --- |
| 서현     | 舒縣     | 허페이시 루장현                       | 옛 나라다. |
| 거소현   | 居巢縣   | 차오후시 동북                         | 응소에 따르면 춘추좌씨전의 소(巢)나라다. |
| 용서현   | 龍舒縣   | 루안시 수청현 남 오현진(五顯鎭)       | 응소에 따르면 군서(群舒)의 읍이다. |
| 임호현   | 臨湖縣   | 우후시 우웨이현                       | |
| 우루현   | 雩婁縣   | 신양시 구스현 동남 진림자진(陈琳子镇) | 결수(決水)가 북쪽으로 요(蓼)에 이르러 회수로 들어가고, 관수(灌水)는 북쪽으로 요(蓼)에 이르러 결수로 들어가는데, 두 군을 지나 510리를 지난다. |
| 양안현   | 襄安縣   | 우후시 우웨이현 양안진                | |
| 종양현   | 樅陽縣   | 퉁링시 쭝양현                         | |
| 심양현   | 尋陽縣   | 황강시 황메이현                       | 우공(禹貢)의 구강(九江)이 남쪽에 있어 모두 동쪽에서 합해 큰 강이 된다.                                                                       |
| 첨현     | 灊縣     | 황강시 고추성                         | 천주산이 남쪽에 있다. 사당이 있다. 비산(沘山)이 있어 비수(沘水)가 발원하고, 북쪽으로 수춘에 이르러 작피에 들어간다.                          |
| 환현     | 睆縣     | 안칭시 첸산현                         | 철관이 있다. |
| 호릉읍   | 湖陵邑   | 안칭시 타이후현 남 대석향(大石鄕) 남  | 북호(北湖)가 남쪽에 있다. |
| 송자후국 | 松茲候國 | 안칭시 쑤쑹현 북 지봉향(趾鳳鄕) 동    | 후한대 폐지되었다가 후에 복구되어 오나라 서릉군에 편입되었다.                                                                                |

## 신나라
다음 현의 이름을 고쳤다.
| 전한       | 신             |
| ---------- | -------------- |
| 서(舒)     | 곤향(昆鄕)     |
| 양안(襄安) | 여강정(廬江亭) |
| 송자(松茲) | 송선(誦善)     |

## 후한
현한·후한 초, 이 군의 서현을 중심으로 신나라 출신의 이헌이 회남나라를 세웠으나 30년 후한 광무제에게 멸망했다.
37년(후한 광무제 건무 13년) 육안국이 통폐합되면서 군역이 확장되었다. 14성 101,392호 404,683명을 거느렸다. 후한말 태수 육강이 차지하고 있었다. 하지만 원조를 거부했다는 이유로 원술이 보낸 손책에 의해 함락되었다.
| 현명     | 한자     | 대략적 위치                                            | 비고                                                     |
| -------- | -------- | ------------------------------------------------------ | -------------------------------------------------------- |
| 서현     | 舒縣     | 허페이시 루장현                                        | 주유의 출생지이다.                                       |
| 우루현   | 雩婁縣   | 신양시 구스현 동남 진림자진(陈琳子镇)                  |                                                          |
| 심양현   | 尋陽縣   | 황강시 황메이현                                        | 남쪽에 구강(九江)이 있는데 동쪽에서 합쳐져 대강이 된다.  |
| 첨현     | 潛縣     | 황강시 고추성                                          |                                                          |
| 임호후국 | 臨湖候國 | 우후시 우웨이현                                        | 오나라에 편입되었다. 243년(오 대제 적오 6년) 폐지되었다. |
| 용서후국 | 龍舒候國 | 루안시 수청현 남 오현진(五顯鎭)                        |                                                          |
| 양안현   | 襄安縣   | 우후시 우웨이현 양안진                                 | 오나라에 편입되었다. 243년 폐지되었다.                   |
| 환현     | 皖縣     | 안칭시 첸산현                                          | 철이 생산된다. 오나라에 편입되었다.                      |
| 거소후국 | 居巢候國 | 차오후시 동북                                          |                                                          |
| 육안국   | 六安國   | 루안시                                                 |                                                          |
| 요후국   | 蓼候國   | 신양시 구스 현 북                                      |                                                          |
| 안풍현   | 安豐縣   | 신양시 구스 현 남동 장로부향(張老埠鄕) 남동 차만(岔灣) | 현내에 대별산이 있다.                                    |
| 양천후국 | 陽泉候國 | 루안시 훠추 현 남서 오로점(吳老店)                     |                                                          |
| 안봉후국 | 安鳳候國 |                                                        |                                                          |

## 삼국
214년(후한 헌제 건안 19년), 환현, 임호현, 양안현의 3개현은 손권이 점령, 그 자리에 서릉군을 신설하면서 오나라에 편입되었고 나머지는 위나라에 여강군 그대로 편입되었다. 한편 220년 안풍군이 분리되었다.

## 진
오나라를 무너뜨리고 삼국을 통일한 진나라는 오나라의 서릉군, 기춘군 심양현을 여강군에 통폐합시켰다. 본래 10현 4,200호를 거느렸다. 304년(서진 혜제 영흥 원년), 심양현과 무창군 시상현이 심양군으로 분리되었다. 영가의 난이 발발한 310년(서진 회제 영가 4년) 대부분의 현이 폐지되었다.이후 회남지방에 예주가 교치되면서 예주로 소속이 바뀌었으나 회남군처럼 군이 교치되는 것은 면했다. 동진 안제시기 군의 남부지역, 지금의 안칭시일대가 진희군으로 분리되었다.
| 현명   | 한자   | 대략적 위치                       | 비고                                                             |
| ------ | ------ | --------------------------------- | ---------------------------------------------------------------- |
| 양천현 | 陽泉縣 | 루안시 훠추현 남서 오로점(吳老店) | 310년 폐지되었다.                                                |
| 서현   | 舒縣   | 루안시 수청현                     | 지금의 루안시 수청현에서 복구되었다. 현내에 동향(桐鄉)이 있었다. |
| 첨현   | 潛縣   | 황강시 고추성                     | 현 남쪽에 천주산(天柱山)이 있었다.                               |
| 환현   | 皖縣   | 안칭시 첸산현                     | 310년 폐지되었다.                                                |
| 심양현 | 尋陽縣 | 황강시 황메이현                   | 304년 심양군으로 분리되었다.                                     |
| 거소현 | 居巢縣 | 차오후시 동북                     | 310년 폐지되었다.                                                |
| 임호현 | 臨湖縣 | 우후시 우웨이현                   | 310년 폐지되었다.                                                |
| 양안현 | 襄安縣 | 우후시 우웨이현 양안진            | 310년 폐지되었다.                                                |
| 용서현 | 龍舒縣 | 루안시 수청현 남 오현진(五顯鎭)   |                                                                  |
| 육현   | 六縣   | 루안시                            |                                                                  |

## 유송
3현 1,909호 11,997명을 거느렸다.
| 현명   | 한자   | 직위       | 비고                                                                    |
| ------ | ------ | ---------- | ----------------------------------------------------------------------- |
| 첨현   | 潛縣   | 현령(縣令) |                                                                         |
| 서현   | 舒縣   | 현령(縣令) |                                                                         |
| 시신현 | 始新縣 | 현령(縣令) | 467년(유송 명제 태시 3년) 신설되었다. 어디에 설치되었는지는 알 수 없다. |

## 수
개황초기, 군현제가 폐지되고 주현제가 실시되면서 여강군또한 폐지되었다. 폐지된 여강군 자리에는 여주(廬州)가 설치되었다가 수양제시기 여강군으로 바뀌었다. 7현 41,632호를 거느렸다.
| 현명   | 한자   | 대략적 위치                      | 비고 |
| ------ | ------ | -------------------------------- | --- |
| 합비현 | 合肥縣 | 허페이시                         | 개황초기 여음군과 북제때 설치된 북진군(北陳郡)이 통폐합되면서 합비현이 만들어졌다.                                                                              |
| 여강현 | 廬江縣 | 허페이시 루장현                  | 양나라때 여강군에 상주(湘州)가 설치되었으나 북제때 폐지되었다. 현내에 야포산(冶甫山), 상박산(上薄山), 삼공산(三公山), 성산(聖山), 남가산(藍家山)이 있었다.      |
| 양안현 | 襄安縣 | 허페이시 차오후시                | 개황초기 기현(蘄縣)에서 지금의 이름으로 개명되었다. 현내에 구산(龜山), 자휘산(紫微山), 아부산(亞父山), 반양산(半陽山), 백석산(白石山), 사정산(四鼎山)이 있었다. |
| 신현   | 慎縣   | 허페이시 페이둥현 양원진(梁園鎭) | 동위때 설치된 평양군(平梁郡)은 진나라때 양군(梁郡)으로 개명되었으나 개황초기 여주에 통폐합되었고 신현이 본주로 내속되었다. 현내에 부도산(浮闍山)이 있었다.      |
| 곽산현 | 霍山縣 | 루안시 훠산현                    | 북제 때 곽주(霍州)가 폐지되었고 개황초기 악안군(岳安郡)이 폐지되었으며 악안현(岳安縣)이 지금의 이름으로 개명되었다.                                             |
| 비수현 | 渒水縣 | 루안시 진안구 북                 | 개황초기, 양나라에 의해 설치된 북패군(北沛郡)과 신채현(新蔡縣)이 통폐합되었다. 현내에 추성산(墜星山)이 있었다.                                                  |
| 개화현 | 開化縣 | 루안시 위안구 청산향(靑山鄕)     | 양나라 때 설치된 현이다. 현내에 형산(衡山), 구공산(九公山), 답고산(蹋鼓山), 천산(天山), 다지산(多智山)이 있었다.                                                |

## 당
620년(당 고조 무덕 3년), 주현제가 실시되면서 여주가 다시 설치되었고 여주는 합비현, 신현, 여강현의 3개현만을 차지했다. 624년(당 고조 무덕 7년), 소주(巢州)가 폐지되면서 소현(巢縣)이 본주로 내속되었다. 742년(당 현종 천보 원년), 군현제가 재실시되면서 여주가 여강군으로 바뀌었다. 758년(당 숙종 건원 원년), 주현제가 다시 실시되면서 여주로 바뀌었다. 본래 중급주였지만 상급주로 격상되었다. 본래 5현 43,323호 205,396명을 거느렸다.
| 현명   | 한자   | 대략적 위치                      | 비고 |
| ------ | ------ | -------------------------------- | --- |
| 합비현 | 合肥縣 | 허페이시                         | |
| 신현   | 慎縣   | 허페이시 페이둥현 양원진(梁園鎭) | |
| 소현   | 巢縣   | 허페이시 차오후시                | 620년, 소주가 분리되었고 양안현에서 개성현(開城縣)이 신설되었다. 하지만 624년, 소주가 여주에 통폐합되면서 개성현과 부양현이 통폐합되었고 양안현이 지금의 이름으로 개명되었다. |
| 여강현 | 廬江縣 | 허페이시 루장현                  | |
| 서성현 | 舒城縣 | 루안시 수청현                    | 735년(당 현종 개원 23년), 합비현과 여강현에서 신설되었고 옛 용서현(龍舒縣)의 이름을 따와 현이 설치되었다.                                                                     |

## 장관

### 여강연솔
- 이헌 (? ~ 23년)